# 韮川站
韮川站（日语：／ Niragawa eki */?）是一個位於群馬縣太田市台之鄉町，屬於東武鐵道伊勢崎線的鐵路車站。車站編號是TI 17。
1932年（昭和7年）8月當時在韮川村的車站開設費用是1,500日圓，同年10月25日開業。

## 歷史
- 1932年（昭和7年）10月25日 - 開業。

## 車站結構
島式月台1面2線的高架車站。站房位於線路北側，有天橋連通月台。站內設有PASMO簡易驗票機。

### 月台配置
| 月台 | 路線     | 方向 | 目的地                                                  |
| ---- | -------- | ---- | ------------------------------------------------------- |
| 1    | 伊勢崎線 | 下行 | 太田方向                                                |
| 2    | 伊勢崎線 | 上行 | 館林、久喜、 東武晴空塔線 北千住、 東京晴空塔、淺草方向 |

## 使用情況
2018年度1日平均上下車人次為2,379人。
近年1日平均上下車人次的推移如下表｡
| 年度               | 1日平均上下車人次 |
| ------------------ | ----------------- |
| 2003年（平成15年） | 1,963             |
| 2004年（平成16年） | 2,072             |
| 2005年（平成17年） | 2,072             |
| 2006年（平成18年） | 2,014             |
| 2007年（平成19年） | 1,993             |
| 2008年（平成20年） | 2,044             |
| 2009年（平成21年） | 2,016             |
| 2010年（平成22年） | 1,969             |
| 2011年（平成23年） | 1,933             |
| 2012年（平成24年） | 2,064             |
| 2013年（平成25年） | 2,294             |
| 2014年（平成26年） | 2,473             |
| 2015年（平成27年） | 2,473             |
| 2016年（平成28年） | 2,284             |
| 2017年（平成29年） | 2,317             |
| 2018年（平成30年） | 2,379             |

## 車站周邊
- 太田市役所韮川行政中心
- 群馬縣立太田東高等學校（日语：群馬県立太田東高等学校）
- 太田市立韮川小學校（日语：太田市立韮川小学校）
- 太田市立韮川西小學校（日语：太田市立韮川西小学校）
- 東毛流域下水道事務所
- 韮川郵便局
- 太田情報商科專門學校（日语：太田情報商科専門学校）
- 太田醫療技術專門學校（日语：太田医療技術専門学校）
- 太田自動車大學校（日语：太田自動車大学校）
- I･O信用金庫（日语：アイオー信用金庫）韮川支店
- 桐生信用金庫（日语：桐生信用金庫）韮川支店

## 相鄰車站
東武鐵道
 伊勢崎線
■區間急行、■區間準急（平日只有1班上行列車）、■普通
野州山邊（TI 16）－韮川（TI 17）－太田（TI 18）

## 外部連結
- 韮川（車站資訊） - 東武鐵道